# Choi Mu-Bae
Choi Mu-Bae (en coréen : 최무배 né le 27 juin 1970 à Busan (Yeongam)) est un lutteur et un pratiquant d'arts martiaux mixtes sud-coréen.
Pratiquant la lutte gréco-romaine il est médaillé de bronze aux championnats d'Asie en 1991. En 2004, il commence à faire des combats d'arts martiaux mixtes au Pride Fighting Championships.

## Carrière de lutteur
Choi pratique la lutte gréco-romaine et remporte la médaille de bronze aux championnats d'Asie en 1991 dans la catégorie des poids-lourds.

## Carrière de combattant d'arts martiaux mixtes
Choi fait son premier combat d'arts martiaux mixtes au Pride Fighting Championships le 15 février 2004. Il remporte son premier combat par soumission face à Yusuke Imamura après un étranglement arrière.

## Palmarès en arts martiaux mixtes
| 18 combats     | 12 victoires | 6 défaites |
| Par KO         | 6            | 3          |
| Par soumission | 4            | 1          |
| Sur décision   | 2            | 2          |

| Résultat | Record | Adversaire         | Méthode                                      | Événement                                  | Date             | Round | Temps | Lieu                | Notes                          |
| -------- | ------ | ------------------ | -------------------------------------------- | ------------------------------------------ | ---------------- | ----- | ----- | ------------------- | ------------------------------ |
| Défaite  | 12-6   | Mighty Mo Siligia  | K.O. technique (coups de poing)              | Road FC 27 - Road Fighting Championship 27 | 26 décembre 2015 | 1     | 3:43  | Shanghai, Chine     |                                |
| Défaite  | 12-5   | Mighty Mo Siligia  | K.O. (coups de poing)                        | Road FC 26 - Road Fighting Championship 26 | 9 octobre 2015   | 1     | 0:37  | Séoul, Corée du Sud |                                |
| Victoire | 12-4   | Yusuke Kawaguchi   | K.O. technique (coups de poing)              | Road FC 24 - Road Fighting Championship 24 | 25 juillet 2015  | 2     | 4:50  | Tokyo, Japon        |                                |
| Victoire | 11-4   | Lucas Tani         | K.O. technique (coups de poing)              | Road FC 23 - Road Fighting Championship 23 | 2 mai 2015       | 1     | 1:45  | Séoul, Corée du Sud |                                |
| Victoire | 10-4   | Toyohiko Monma     | K.O. (coups de poing)                        | Revolution 1 - The Return of Legend        | 23 mars 2013     | 1     | 0:26  | Séoul, Corée du Sud |                                |
| Défaite  | 9-4    | Yoshihiro Nakao    | Décision unanime                             | Sengoku - Ninth Battle                     | 2 août 2009      | 3     | 5:00  | Saitama, Japon      |                                |
| Victoire | 9-3    | Katsuhisa Fujii    | Décision unanime                             | Pancrase - Changing Tour 3                 | 7 juin 2009      | 2     | 5:00  | Tokyo, Japon        |                                |
| Victoire | 8-3    | Dave Herman        | K.O. technique (coups de poing)              | Sengoku - No Ran 2009                      | 4 janvier 2009   | 2     | 2:22  | Saitama, Japon      |                                |
| Défaite  | 7-3    | Marcio Cruz        | Soumission (clé de bras en triangle)         | Sengoku - Third Battle                     | 8 juin 2008      | 1     | 4:37  | Saitama, Japon      |                                |
| Victoire | 7-2    | Gary Goodridge     | K.O. (coups de poing)                        | TK - The Khan 1                            | 30 mars 2008     | 2     | 0:00  | Séoul, Corée du Sud |                                |
| Victoire | 6-2    | Masayuki Kōno      | Soumission technique (Arm triangle choke)    | Pancrase - Blow 10                         | 2 décembre 2006  | 2     | 1:36  | Tokyo, Japon        |                                |
| Défaite  | 5-2    | Sylvester Terkay   | Décision unanime                             | K-1 HERO's - HERO's 2005 in Seoul          | 5 novembre 2005  | 2     | 5:00  | Séoul, Corée du Sud |                                |
| Défaite  | 5-1    | Sergei Kharitonov  | K.O. (coups de poing)                        | Pride 29 - Fists of Fire                   | 20 février 2005  | 1     | 3:24  | Saitama, Japon      |                                |
| Victoire | 5-0    | Paulo Cesar Silva  | Soumission (Arm Triangle Choke)              | Pride - Shockwave 2004                     | 31 décembre 2004 | 1     | 5:47  | Saitama, Japon      |                                |
| Victoire | 4-0    | Soa Palelei        | Soumission (étranglement arrière)            | Pride 28 - High Octane                     | 31 octobre 2004  | 2     | 4:55  | Saitama, Japon      |                                |
| Victoire | 3-0    | Murad Ammaev       | K.O. technique (souplesse et coups de poing) | Gladiator FC - Day 2                       | 27 juin 2004     | 1     | 0:18  | Corée du Sud        |                                |
| Victoire | 2-0    | Yoshihisa Yamamoto | Décision unanime                             | Pride - Bushido 3                          | 23 mai 2004      | 2     | 5:00  | Yokohama, Japon     |                                |
| Victoire | 1-0    | Yusuke Imamura     | Soumission (étranglement arrière)            | Pride - Bushido 2                          | 15 février 2004  | 1     | 4:08  | Yokohama, Japon     | Début en arts martiaux mixtes. |